# Dirphys mendesi
Dirphys mendesi är en stekelart som beskrevs av Andrew Polaszek och Hayat 1992. Dirphys mendesi ingår i släktet Dirphys och familjen växtlussteklar. Inga underarter finns listade i Catalogue of Life.